# 松本亮 (俳優)
松本 亮（まつもと りょう、1987年1月8日 - ）は、日本の俳優。神奈川県横浜市出身。所属事務所は イマジネイション。血液型はB型。

## 来歴
高校時代にハンドボールの神奈川県選抜に選出されるほどの実力であった。大学在学中に1年間のアメリカ留学をし、芝居に触れる。帰国後、劇団扉座に入団をし、俳優としてのキャリアをスタートする。2年間の研究所時代を経て、そこから約5年間劇団扉座の劇団員としてほぼ全ての劇団公演に出演する。2016年劇団扉座を退団。
退団後はロロや KAKUTA、iaku、ONEOR8、劇団桟敷童子など大中劇場からアングラ劇団などジャンル問わず多くの他劇団やTBS『俺節』、小林賢太郎さんが作演出する『シアター・コントロニカ』等のプロデュース公演にも出演。
2018年、イマジネイション に所属。ここから舞台中心の活動ではなくドラマ、CM等へも出演。
舞台では出演したホエイ『郷愁の丘ロマントピア』が2018年の岸田國士戯曲賞、iaku『逢いにいくの、雨だけど』が2018年の鶴屋南北戯曲賞のそれぞれ最終候補に選出。出演した劇団桟敷童子『獣唄』では紀伊国屋演劇賞の団体賞を同劇団が受賞した。
近年ではミュージカル『刀剣乱舞』〜坂龍飛騰〜にも西郷隆盛役で出演が決定している。
テレビドラマでもNHK大河ドラマ『青天を衝け』の勘左衛門役やNETFLIX『全裸監督2』の芸能リポーター役で存在感を発揮。朝ドラ『らんまん』にも準レギュラー出演等、近年でもふり幅広く出演している。ほか、CMにも多数出演。
映画では矢口史靖監督『ダンスウィズミー』等の映画に出演。応募総数1500人の中からオーディションで選ばれた小路紘史監督最新作 映画 『辰巳』 が2023年の東京国際映画祭に出品された。
他、オリンピックの開会式ではピクトグラムパートとして出演。
また、2021年11月からTwitchで「ゴリゴリ」の名で配信活動を開始した。主な配信内容はGTAオンライン、APEX、スト6、雑談など。当初は自身の俳優業を自営業と称し活動していた。2023年10月に自身の配信で俳優業を公開した。
特技はハンドボール、ドラム、英会話、タッチタイピング、ゲーム、雑談。

## 出演

### 映画
- 『KANO 1931海の向こうの甲子園』（2014年 監督：マー ・ジーシアン）
- 『二人ノ世界』（2015年 プロデューサー：林海象）
- 『Changes』（2018年 監督：山本卓卓）
- 『ダンスウィズミー』（2019年 監督：矢口史靖）
- 『AI崩壊』（2020年 監督：入江悠）
- 『窮鼠はチーズの夢を見る』（2020年 監督：行定勲）
- 『事実は小説よりも黄なり』（2020年 監督：たかせしゅうほう）
- 『湖底の空』（2020年 監督：佐藤智也）
- 『ボクらのホームパーティー』（2022年　監督：川野邉修一） - 靖 役
- 『辰巳』（2023年　監督：小路紘史） - 沢村武 役　東京国際映画祭　出品決定
- 『ABYSS』(2023年　監督：須藤蓮) - タクマ 役
- 『回廊とデコイ』(2024年　監督：小林賢太郎)
- 『石とシャーデンフロイデ』(2024年　監督：白磯大知) TAMA NEW WAVEコンペティション部門グランプリ受賞
- 『渇愛の果て、』(2024年　監督：有田あん)
- 『辰巳』(2024年　監督:小路紘史） - 沢村武 役

### ドラマ
- 『特捜9』 第7話 ゲスト出演 (テレビ朝日、2018年）
- 『死役所』 第9話 ゲスト出演 (テレビ東京、2019年）
- 『連続殺人魔カエル男』第4話（カンテレ、2020年）
- 『荒ぶる季節の乙女どもよ。』第7話（MBS/TBS 2020年）
- 『青天を衝け』第2話・第3話（NHK 2021年)
- 『大豆田とわ子と三人の元夫』第2話（カンテレ・フジテレビ、2021年）
- 『珈琲いかがでしょう』第4話 - 第6話出演（テレビ東京、2021年）
- 『全裸監督シーズン2』(NETFLIX、2021年)
- 『すべて忘れてしまうから』第3話（Disney plus star、2022年　テレビ東京系 2023年）
- 『らんまん』第1話・第11話・第12話・第17話・第22話・第25話 (NHK 2023年)
- 高速を降りたら（NHK総合・NHK BSプレミアム4K 2024年3月放送）[1]
- WOWOW『PORTAL-X～ドアの向こうの観察記録～』第6話2024年2月放送
- 『恋愛バトルロワイヤル』(NETFLIX 2024年)
- 『龍が如く～Beyond the Game～』 小山田 役　(Amazonオリジナル　2024年)
- 『世にも奇妙な物語'24冬の特別編』「City Lives」(フジテレビ 2024年) -疑似住民 役

### CM
- ソニー 『PlayStation Classic』(2018年)
- アズスタッフ／ノルワークス(2019年）
- 三井不動産『こどものためのエスコート教室』(2020年)
- 日清食品『日清これ絶対うまいやつ!!』（2020年）
- アサヒ生ビール マルエフ『2022年もおつかれ生です!』篇 (2022年)
- Uber Eats『Uber Eatsで、いーんじゃない？　セミナー篇』(2023年)
- オールフリー　ダイアン津田のオールフリーを差し上げます『アクティブ夫婦編』(2024年)

### 舞台
- 劇団扉座 『アトムへの伝言(再演)』2011年 紀伊國屋ホール (作・演出：横内謙介)
- 扉座・レイネットプロデュース 『オリビアを聴きながら』2012年 青山円形劇場（作・演出：横内謙介 音楽：尾崎亜美）
- 三大猿之助四十八撰の内 『新・水滸伝』2013年 大阪新歌舞伎座
- 『東京サンダンス』2013年 中野 MOMO （脚本：横内謙介 演出：茅野イサム）
- 『フレンド～今夜此処での一盛り』2014年 東京グローブ座/梅田芸術劇場 （作・演出：横内謙介）
- □字ック 『媚微る、』2014年　下北沢 B1 （作・演出：山田佳奈）
- KAKUTA 『ひとよ（再演）』2015年　下北沢ザ・スズナリ／KAAT神奈川芸術劇場 （作・演出：桑原裕子）
- 椿組花園神社野外劇 『贋作・幕末太陽傳』2015年 新宿花園神社特設野外ステージ（作・演出：鄭義信）
- プリエールプロデュース 『霧島の花嫁』2015年 赤坂 RED/THEATER 他 地方公演 （作・演出：水谷龍二）
- 江古田のガールズ 『仮面音楽祭（再演）』2016年 本多劇場 （作・演出：山崎洋平）
- 劇団鹿殺し5年生企画 『のべつ幕なし』2016年 下北沢シアター711 （脚本：峰ゆとり 演出：浅野康之）
- 劇団道学先生 『丸茂芸能社の落日』2016年 東京芸術劇場シアターウエスト （作・演出：中島淳彦）
- □字ック produce 山田佳奈×松本亮 サンボン 『口々』2017年 新宿サンモールスタジオ （作・演出：山田佳奈）
- 『俺節』2017年　赤坂ACTシアター/オリックス劇場 （原作：土田世紀 脚本・演出：福原充則）
- ロロ 『父母姉僕弟君』2017年 シアターサンモール （作・演出：三浦直之）
- ONEOR8 『グレーのこと』2017年　浅草九劇 （作・演出：田村孝裕）
- 青年団リンクホエイ 『郷愁の丘ロマントピア』2018年 こまばアゴラ劇場 （作・演出：山田百次）
- iaku 『逢いに行くの、雨だけど』2018年 三鷹市芸術文化センター星のホール 他（作・演出：横山拓也）
- 範宙遊泳 『うまれてないからまだしねない』2019年 本多劇場（作・演出：山本卓卓）
- 悪い芝居 15周年記念公演 『野生の恋』『暴動のあと、さみしいポップニューワールド』2019年 東京芸術劇場シアターウエスト 他（作・演出：山崎彬）
- 浮世企画 『誰そ彼』2019年 下北沢駅前劇場（作・演出：今城文恵）
- 劇団桟敷童子 20周年記念公演 『獣唄』2019年 すみだパークスタジオ倉（作：サジキドウジ・演出：東憲司）
- ONEOR8『誕生の日』2020年 d-倉庫（作・演出：田村孝裕）
- 朗読劇『半沢直樹』2020年 新国立劇場・中劇場
- ONEOR8『グレーのこと2021ver』2021年 下北沢ザ・スズナリ　他（作・演出：田村孝裕）
- iaku『逢いにいくの、雨だけど』2021年 三鷹市芸術文化センター星のホール　他（作・演出：横山拓也）
- ロロ『Every Body feat. フランケンシュタイン』2021年 東京芸術劇場 シアターイースト（作・演出:三浦直之）
- 悪い芝居『ラスト・ナイト・エンド・デイドリーム・モンスター』2022年 新宿シアタートップス（作・演出:山崎彬）
- 新国立劇場 開場25周年記念公演『レオポルトシュタット』2022年 新国立劇場 中劇場(作・演出:小川絵梨子)
- 山本試験紙『㊀』2023年　下北沢　小劇場B1(作:山本試験紙・演出：杉本達、倉本朋幸)
- シアターコントロニカ『回廊』2023年　KAAT 神奈川芸術劇場(作・演出:小林賢太郎)
- 東京芸術祭　ロロ『オムニバス・ストーリーズ・プロジェクト(カタログ版)』東京芸術劇場(作・演出：三浦直之）
- 悪童会議 第二回公演 ミュージカル『夜曲〜ノクターン〜』2024年 品川プリンスホテル ステラボール（作：横内謙介、演出：茅野イサム）[2]
- 新国立劇場『デカローグ9.10』2024年　新国立劇場小劇場(作・演出：小川絵梨子)
- シアターコントロニカ『並行食堂』神奈川芸術劇場KAAT大スタジオ　他　(作・演出・美術：小林賢太郎)
- 加藤啓アワー『槇尾ユウスケのインプロ道場』ステージカフェ下北沢亭
- ミュージカル『刀剣乱舞』〜坂龍飛騰〜 2025年 TOKYO DOME CITY HALL / 箕面市立文化芸能劇場（作：浅井さやか 演出：茅野イサム）[3]

### ラジオ
- TOKYO FM 『NISSAN あ、安部礼司～BEYOND THE AVERAGE』2022年
- AuDee『私が聴いたあなたの過去』2024年

### イベント
- 野外フェス『オハラ☆ブレイク 16』2016年 真心ブラザーズ、フラワーカンパニーズとリーディングバンドで出演
- 野外フェス『オハラ☆ブレイク 18』2018年 フラワーカンパニーズとリーディングバンドで出演
- 東京2020オリンピック開会式 ※ピクトグラム　パート　出演

### MV
- Carnavacation 『声あつめて』 （ラグビートップリーグ 2019 挿入歌）